# Скригалівка
Скрига́лівка — село в Україні, у Фастівському районі Київської області. Населення становить 306 осіб. Входить до складу Кожанської селищної громади.
Є три версії походження назви Скригалівка. Перша – від першого поселенця Скригалова, друга – від назви вулика – скриги, третя – від прізвища козака Скригаля. [Архівовано 27 травня 2019 у Wayback Machine.]

## Географія
Селом протікає річка Бистрик, права притока Ірпеня.